# Wetenschapje
Wetenschapje is een Vlaamse podcast van Het Geluidshuis met als doelgroep kinderen van 8 jaar en ouder.

## Geschiedenis
Van Wetenschapje zijn momenteel (september 2021) 3 seizoenen beschikbaar. Het eerste liep van 1 april 2020 tot 24 juni 2020, het tweede seizoen liep van 18 november 2020 tot 10 februari 2021, het derde seizoen tot slot werd gepubliceerd tussen 6 oktober 2021 en 29 december 2021.
Afleveringen werden telkens tegelijk beschikbaar gemaakt op de website wetenschapje.be en op alle podcastkanalen, zoals Spotify, Stitcher[dode link] en Apple Podcasts. Sinds begin 2022 zijn de afleveringen ook beschikbaar op YouTube via het kanaal van Het Geluidshuis.

## Concept
Leen Renders (werkzaam bij Het Geluidshuis) bespreekt elke week een wetenschappelijk thema op begrijpbaar niveau voor 8-jarigen en ouder.
Dit onderwerp wordt besproken met een expert, en af en toe spreken ook andere acteurs stemmen in. Het geheel wordt overgoten met heel wat geluidseffecten.
Op het einde van elke aflevering wordt gevraagd om het licht uit te doen, waarbij Leen zich af en toe realiseert dat ze iets vergeten te vertellen is.

## Afleveringen

### Seizoen 1
| #   | Titel                                            | Gast                                                    | Datum         | Opmerkingen                              |
| --- | ------------------------------------------------ | ------------------------------------------------------- | ------------- | ---------------------------------------- |
| 1.1 | Leeft er een vuurspuwend monster in een vulkaan? | Sam Poppe als vulkanoloog                               | 1 april 2020  |                                          |
| 1.2 | Zijn bijen superhelden?                          | Hans Van Dyck als bioloog                               | 15 april 2020 | Gastrol: Geert Van Rampelberg            |
| 1.3 | Is onweer een botsing tussen wolken?             | Sabine Hagedoren als onweerspecialiste                  | 29 april 2020 |                                          |
| 1.4 | Kan je van de maan springen?                     | Frank De Winne als ruimtevaarder en zwaartekrachtexpert | 13 mei 2020   |                                          |
| 1.5 | Kan je opgezogen worden door een tornado?        | Jill Peeters als tornado-expert                         | 27 mei 2020   |                                          |
| 1.6 | Gaan wij ooit nog een levende mammoet zien?      | Lieven Scheire als DNA-kenner                           | 23 juni 2020  |                                          |
| 1.7 | Wie was de allereerste mens op Aarde?            | Dirk Draulans als Darwin-specialist                     | 24 juni 2020  | Gastrollen: Nico Sturm en Vic De Wachter |

### Seizoen 2
| #   | Titel                                               | Gast | Datum            | Opmerkingen                                                                                         |
| --- | --------------------------------------------------- | --- | ---------------- | --------------------------------------------------------------------------------------------------- |
| 2.0 | Wat is een teaser?                                  | | 10 november 2020 | Trailer voor het tweede seizoen                                                                     |
| 2.1 | Kan een robot verliefd worden?                      | Jonathan Berte als A.I.-kenner | 18 november 2020 | Sponsor: Eos (tijdschrift)                                                                          |
| 2.2 | Zal België binnen een aantal jaar overstromen?      | Jill Peeters als klimatologe | 2 december 2020  | Sponsor: Greenpeace                                                                                 |
| 2.3 | Zou een dino kunnen leven in de wereld van vandaag? | Koen Stein als paleontoloog | 16 december 2020 | Sponsor: Koninklijk Belgisch Instituut voor Natuurwetenschappen                                     |
| 2.4 | Hoe verslaan we gemene virussen als Covid-19?       | Tom Dewispelaere als Covid-19, Steven Van Gucht als viroloog en Koen Vercauteren als klinisch bioloog                                                          | 30 december 2020 | Sponsor: Federale overheid (BE)                                                                     |
| 2.5 | Kan je van papier terug een boom maken?             | Katrien Menten als bio-ingenieur | 13 januari 2021  | Sponsor: Fost Plus en Mooimakers                                                                    |
| 2.6 | Hebben otters soms last van graatjes in de keel?    | Céline De Caluwé als bio-ingenieur | 27 januari 2021  | Sponsor: WWF Rangerclub                                                                             |
| 2.7 | Welk gif zat er in de appel van Sneeuwwitje?        | Dominique Vandijck (adjunct-directeur Antigifcentrum) en Jona De Leye (Federale Overheidsdienst Volksgezondheid, Veiligheid van de Voedselketen en Leefmilieu) | 10 februari 2021 | Gevarensymbolen van https://lezenvoorgebruik.be/nl worden gebruikt Sponsor: Antigifcentrum (België) |

### Seizoen 3
| #   | Titel                                                      | Gast | Datum             | Opmerkingen |
| --- | ---------------------------------------------------------- | --- | ----------------- | --- |
| 3.0 | Waar blijft Wetenschapje?                                  | | 29 september 2021 | Trailer voor het derde seizoen                                                                                    |
| 3.1 | Hoe hard knalde de oerknal?                                | Thomas Hertog als kosmoloog | 6 oktober 2021    | Sponsor: KNAL! Festival                                                                                           |
| 3.2 | Als ik mijn woorden inslik, kan ik er dan in stikken?      | Rik Vosters als taalkundige | 20 oktober 2021   | Sponsor: De Nederlandse Taalunie                                                                                  |
| 3.3 | Waarom bestaat er geen kRomkommer?                         | Hans Bruyninckx als internationaal milieubeleidskundige en Kristof Van Stichelen (Vlaco)                                       | 3 november 2021   | Gastrol: Ann Desmedt Sponsor: Vlaco                                                                               |
| 3.4 | Als ik mijn kaka doorspoel, waar gaat die dan naartoe?     | Marjolein Vanoppen als bio-ingenieur en waterkenner                                                                            | 17 november 2021  | Sponsor: Aquafin                                                                                                  |
| 3.5 | Als de sidderaal siddert, elektrocuteert hij dan zichzelf? | Johan Driesen als ingenieur en specialist elektriciteit                                                                        | 1 december 2021   | Sponsor: Elia |
| 3.6 | Willen mijn dromen me iets vertellen?                      | Johan Verbraecken als geneeskundige en slaapspecialist                                                                         | 15 december 2021  | Sponsor: Helan |
| 3.7 | Hoe haal ik een teek uit mijn lijf?                        | Koen Brandt als zingende teek en Hilde Crevits als Vlaams minister van Economie, Innovatie, Werk, Sociale Economie en Landbouw | 29 december 2021  | Auteur tekenlied: Koen Van Deun Muziek & zang: Koen Brandt Backing vocals: Marijke Guetens Sponsor: Tekenbeten.be |

## Crew
- Bram Coumans (klank en muziek)

- Leen Renders (concept en regie)

Hulp achter de schermen (o.a.):
- Katarina Martinowski
- Ann Desmet
- Pieter-Jan Vinckx
- Koen Brandt
- Linde Verlooy
- Marijke Guetens